# Polybotrya
Polybotrya är ett släkte av träjonväxter. Polybotrya ingår i familjen Dryopteridaceae.

## Dottertaxa tillPolybotrya, i alfabetisk ordning[1]
- Polybotrya aequatoriana
- Polybotrya alata
- Polybotrya alfredii
- Polybotrya altescandens
- Polybotrya andina
- Polybotrya appressa
- Polybotrya attenuata
- Polybotrya aureisquama
- Polybotrya bipinnata
- Polybotrya canaliculata
- Polybotrya caudata
- Polybotrya crassirhizoma
- Polybotrya cylindrica
- Polybotrya espiritosantensis
- Polybotrya fractiserialis
- Polybotrya glandulosa
- Polybotrya gomezii
- Polybotrya goyazensis
- Polybotrya gracilis
- Polybotrya hickeyi
- Polybotrya insularis
- Polybotrya latisquamosa
- Polybotrya lechleriana
- Polybotrya lourteigiana
- Polybotrya osmundacea
- Polybotrya pilosa
- Polybotrya pittieri
- Polybotrya polybotryoides
- Polybotrya pubens
- Polybotrya puberulenta
- Polybotrya rosenstockiana
- Polybotrya semipinnata
- Polybotrya serratifolia
- Polybotrya sessilisora
- Polybotrya sorbifolia
- Polybotrya speciosa
- Polybotrya stolzei
- Polybotrya suberecta